# Lüttbeek
El Lüttbeek és un riu d'Alemanya que neix al municipi de Bargteheide, a l'estat de Slesvig-Holstein.

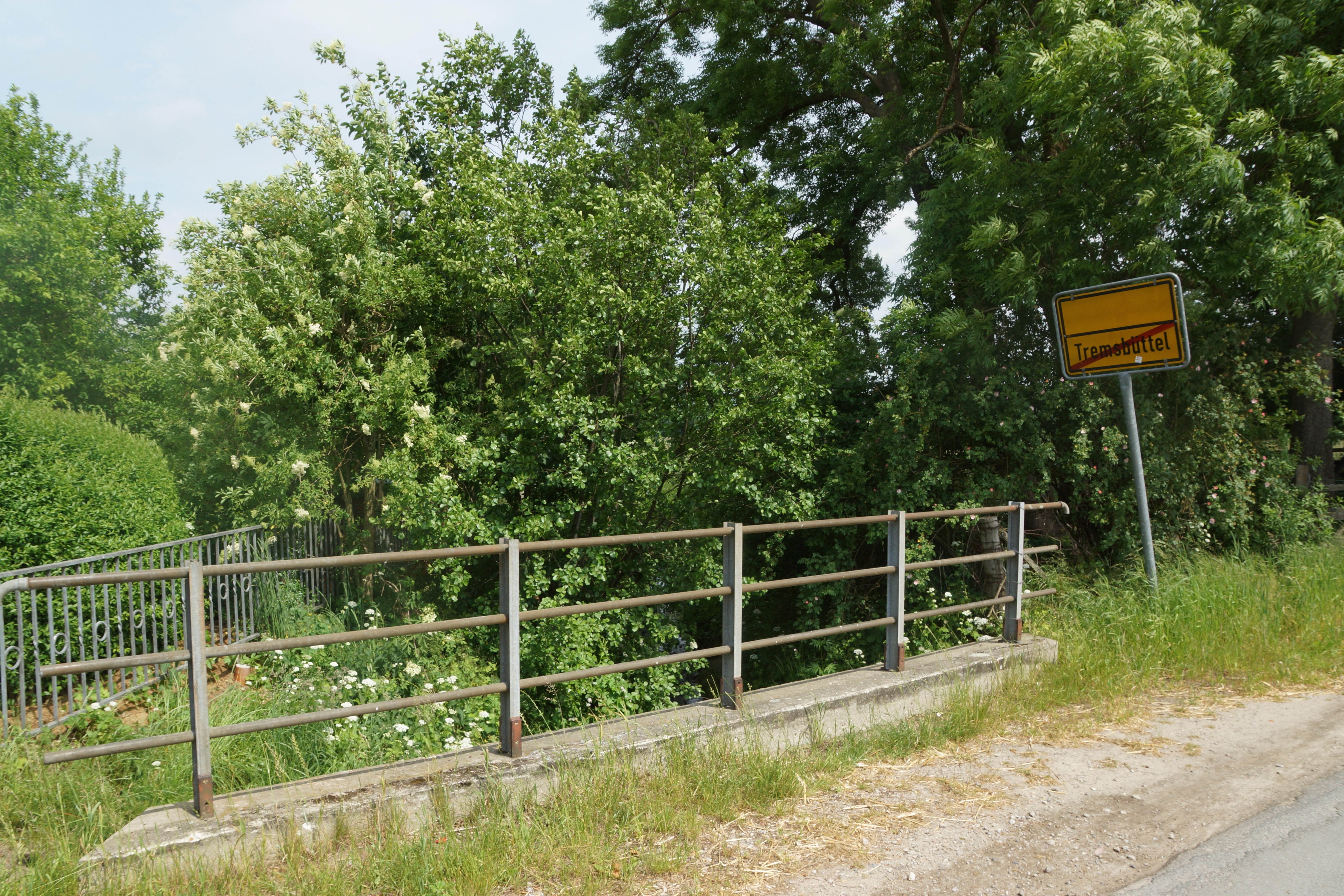
Pont al lloc anomenat Grünengrase

 És l'únic afluent del Groot Beek al qual desemboca a la riba esquerra a Tremsbüttel. El nom baix alemany significa rierol petit, per adistingir-lo de l'altre rierol, més gran, o Groot Beek. Pertany a la conca del Trave.